# Cronicile Wardstone
Cronicile Wardstone (cunoscute ca Spook's Books (Cărțile Vraciului) în Marea Britanie sau The Last Apprentice (Ultimul ucenic) în America) sunt o serie de cărți horror scrise de Joseph Delaney și publicate original de Random House și de Corint Junior în România. Personajul principal este un copil pe nume Thomas J. Ward care poate vedea lucruri supranaturale ca un adevărat vraci, fiind un al șaptelea fiu al unui al șaptelea fiu. E dat de mama sa în ucenicie lui John Gregory (vraciul comitatului), ea susținând faptul că va fi ultimul și cel mai bun ucenic al lui Gregory. În aceste cǎrți sunt istorisite aventurile lui.

## Publicare
Prima carte, Ucenicul Vraciului a fost publicată de autor în Marea Britanie în 2004. Seria a fost preluată și tradusă în română de editura Corint Junior în 2006. Până acum au fost publicate opt cărți, autorul anunțând în iunie 2011, pe blogul personal, că seria va lua sfârșit în iunie 2013, odată cu publicarea celui de-al zecelea volum.
- Ucenicul Vraciului, 2004 (2006)
- Blestemul Vraciului, 2005 (2006)
- Secretul Vraciului, 2006 (2007)
- Bătălia Vraciului, 2007
- Greșeala Vraciului, 2008
- Sacrificiul Vraciului, 2009
- Coșmarul Vraciului, 2010
- Destinul Vraciului, 2011 (2012)
- Aliata Vraciului: Eu sunt Grimalkin, 2011 (2012)
- Sângele Vraciului, 2012 (2013)
- Povestea Târâtorului, 2012 (2013)
- Aliata Vraciului: Eu sunt Alice, 2013 (2014)
- Cartea a treisprezecea, 2013 (2014)

Delaney a scris și Povestea Vraciului ca volum promoțional, comercializat în cadrul unui târg de cărți din Marea Britanie și tradus în română sub numele de Amintirile Vraciului, și a mai publicat câteva volume adiționale:
- Amintirile vraciului 2009 (2011)
- Poveștile vraciului: Vrăjitoarele, 2009 (2010)
- Bestiarul Vraciului, 2010 (2012)

## Prezentare
- Ucenicul Vraciului - Thomas Ward, un al șaptelea fiu al unui al șaptelea fiu, este dat în ucenicie Vraciului din Comitat. Tom înfruntǎ vrǎjitoarea Mama Malkin ca prim adversar, din ucenicia sa la vraciul John Gregory.
- Blestemul Vraciului - Vraciul și ucenicul său, Thomas Ward, se duc la Priestown, pentru a încheia lupta cu Urgia, ceea ce a incercat Vraciul de mult timp, dar cu ajutorul lui Alice - noul `aliat` al lui Tom vor reusi de aceasta data sa-l distruga.
- Secretul Vraciului - Vraciul pornește spre reședința sa de iarnǎ, unde Tom îi înfruntǎ pe Meg Skelton- ce locuieste in casa din Anglezarke a Vraciului și Morgan un fost ucenic `esuat` al lui John Gregory.
- Bătălia Vraciului - Vrǎjitoarele din Pendle furǎ cuferele lui Tom dand foc casei si datorita fratelui sau invidios care este amenintat de acestea. Wurmalde, o dușmancǎ aprigǎ a mamei lui Tom, unește cele trei clanuri, Malkin, Deane si Mouldheel de sabat și-l readuc pe Diavol în lume pentru a se supune ordinelor lor, dar totul se soldeaza prin eliberarea Raului pe pamant.
- Greșeala Vraciului - Comitatul devine un loc tot mai periculos pe zi ce trece așa încât Tom este trimis de magistrul său în nord, pentru a studia timp de câteva luni cu un alt vraci, Bill Arkwright care se dovedeste a folosi metode dure de aparare si lupta ceea ce il ajuta pe Tom in lupta impotriva Necuratului.
- Sacrificiul Vraciului - Prima datorie a lui Tom, ca ucenic al Vraciului, este sa apere Comitatul de intuneric. Dar acum mama sa are nevoie de ajutorul lui in tara ei natala, Grecia. Una dintre cele mai periculoase din Vechile Zeitati, Ordeen, se pregateste sa se intoarca acolo, aducând cu ea macel si pustiire. Dar si Diavolul este liber in lume, si daca isi uneste fortele cu Ordeen, asupra Pamântului se va pogori o noua era a intunericului. Mama a chemat alaturi de ea multe ajutoare, dar printre ele se numara si vechile dusmane ale lui Tom, vrajitoarele din Pendle, cu asasina Grimalkin si vicleana conducatoare a clanului Mouldheel, Mab. Mama lui Tom este prima Lamie, actualmente inamica unui vechi zeite, Ordeen. Diavolul o susține, aparent, însă face un legământ cu Tom, spunându-i unde se ascunde Ordeen în schimbul vieții sale.
- Coșmarul Vraciului - Tom a rămas ucenicul Vraciului, iar Alice locuieste in continuare cu ei. Pe drumul de întoarcere la Chipeden, John Gregory are un coșmar: Osoasa Lizzie devine atotputernică, alături de Diavol. Cei trei găsesc Chipenden în ruină. Osoasa Lizzie a scăpat din puțul în care a fost închisă, iar Tom, împreună cu Alice și magistrul călătoresc pe Insula Mona (în lumea reală Insula Man), unde sunt capturați de Lord, care este și șamanul care îl controlează pe Zdrobitorul, cel mai puternic bugan de pe Mona. Osoasa Lizzie însă preia controlul insulei, coșmarul devenind realitate.
- Destinul Vraciului - Tom călătorește împreună cu magistrul său în Irlanda pentru a învinge o veche zeitate celtică. Ucenicul găsește Sabia Destinului, o armă ce pare îndeajuns de puternică pentru a-l înfrânge pe Diavol.
- Sângele Vraciului - Potrivit lui Joseph Delaney, Tom și Vraciul se vor confrunta în acest volum cu vrăjitoarele din Transilvania, România, care vor să îl readucă la viață pe Siscoi, un idol vampiric la care se închină forțele întunecate din Transilvania. Delaney a confirmat într-un webchat, organizat cu ocazia Halloween-ului pe site-ul său oficial, că în acest volum își va face apariția Judd, un fost ucenic al Vraciului care a lucrat în România.

## Univers

### Comitatul
- Anglezarke - reședința de iarnă a vraciului
- Adlington
- Chipenden - reședința de vară a vraciului
- Dumbrava-de-Aur
- Desculți
- Downham
- Văntoasele
- Pendle
- Ravington
- Darwen Moor
- Turton Moor
- Smithills
- Blackrod
- Morecambe
- Râpa Vrăjitoarelor - cimitir comun al clanurilor vrǎjitoarelor din Pendle
- Stânca Sângelui
- Ormskirk
- Priestown - centru spiritual/oficial al Comitatului
- Heysham
- Horshaw - oraș de mineri. Vraciul locuise aici în copilărie. Fratele sǎu, pǎrintele Gregory, locuiește aici pânǎ la moartea sa, la începutul Blestemului Vraciului
- Caster
- Balta Mică
- Mlaștina
- Moara - reședința vraciului Bill Arkwright
- Golful Morecambe
- Dealul Călugărului
- Dealul Pendle - locul unde se desfășoară sabaturile vrăjitoarelor
- Râul Mersey
- Râul Lune
- Râul Ribble
- Ferma Berarului - ferma familiei lui Tom
- Catacombele - situate sub Priestown, catacombele au fost creația segantiilor.
- Catedrala din Priestown - catedrala unde se țin slujbele de înmormântare pentru toți preoții din Comitat
- Codrul Corbilor

### Grecia și Ordul
- Megalon Meteorou
- Ord
- Pădurea Lamiilor
- Întunericul

### Insula Mona
- Douglas
- Peel

### Irlanda
- Kenmare
- Killorglin
- Cahersiveen
- Castelul Ballycarbery
- Biserica Kealnagore
- Fortul Staigue
- Dublin

### România
- Transilvania

## Primire
Seria a avut recenzii pozitive din partea criticilor literari.

## Ecranizări
Al Șaptelea Fiu (The Seventh Son) a apărut în 2015 și este primul film din seria Cronicile Wardstone. Drepturile de autor au fost vândute firmei Warner Bros, iar filmul este regizat de Sergei Bodrov.